# Nová Bystrica
Nová Bystrica é um município da Eslováquia, situado no distrito de Čadca, na região de Žilina. Tem 125,26 km² de área e sua população em 2018 foi estimada em 2.739 habitantes.

## Demografia
| Ano:        | 1994 | 2004   | 2014   | 2024   |
| ----------- | ---- | ------ | ------ | ------ |
| Broj ljudi: | 2928 | 2855   | 2781   | 2570   |
| Razlika:    |      | -2,49% | -2,59% | -7,58% |

| Ano:               | 2023 | 2024   |
| ------------------ | ---- | ------ |
| Número de pessoas: | 2563 | 2570   |
| Diferença:         |      | +0,27% |